# Simon Slåttvik
Simon Kaurin Slåttvik (24 luglio 1917 – Lillehammer, 7 maggio 2001) è stato un combinatista nordico norvegese.

## Palmarès

### Olimpiadi invernali
- Oro a Oslo 1952 nella combinata nordica.

### Mondiali
- Bronzo a Lake Placid 1950 nella combinata nordica.